# NGC 2089
NGC 2089 في الفهرس العام الجديد، هي مجرة عدسية، تقع في كوكبة الأرنب. اكتشفت في 6 فبراير 1785 بواسطة ويليام هيرشل.

## روابط خارجية
- NGC 2089 على موقع ويكي سكاي: DSS2, SDSS, GALEX, IRAS, Hydrogen α, X-Ray, Astrophoto, Sky Map, Articles and images